# Alejandro López
Alejandro López Silva  (Bogotá, 24 de julio de 1967) es un actor de televisión colombiano internacionalmente reconocido.

## Trayectoria
Alejandro debutó como actor en la serie  N.N en 1991 y también en Padres e hijos, posteriormente participó en La madre, Corazón prohibido, Amor en forma, Héroes de turno, El fiscal y La guerra de las rosas
En 2001 participó en las telenovelas Juan Joyita y Solterita y a la orden, posteriormente participó en la telenovela La lectora.
En 2003 actuó en la telenovela Sofía dame tiempo.
En 2004 participó en Todos quieren con Marilyn transmitida por RCN Televisión. 
En 2006 viaja para Venezuela y actúa en Amor a palos de RCTV Venezuela.
En 2007 participó en Pura sangre de RCN Televisión y en 'Amas de casa desesperadas producida por Canal 13 de Argentina.
En 2008 participó en la telenovela Sin senos no hay paraíso de Telemundo.
En 2009 participó en la serie  Las muñecas de la mafia.
En 2010 participó en la telenovela colombo-venezolana Salvador de mujeres transmitida en Venevisión Internacional y en la serie colombiana A corazón abierto de RCN Televisión.
En 2011 actúa en la novela estadounidense Los herederos del Monte de Telemundo y  RTI Televisión.
En 2012 y 2014 participó en Corazón valiente producida por Telemundo y en La viuda negra de RTI Televisión y Televisa.
Entre 2015 y 2020, personificó al reconocido ‘Superjavi’, en la serie de televisión de drama criminal El Señor de los Cielos.
En 2016 participó en la serie biográfica Blue Demon  en el papel el Inspector, producción de Televisa y Sony Pictures Television para la plataforma Blim y se estrenó en Estados Unidos en UniMás.
En 2021, actúa a lado de Silvia Navarro y Osvaldo Benavides en la telenovela La suerte de Loli, siendo Vicente Varela, uno de los villanos principales de la historia.

## Filmografía

### Televisión
| Año       | Título                        | Personaje                | Cadena             |
| 2024      | Top Chef VIP                  | Participante             | Telemundo          |
| 2022      | Pasion de gavilanes           | Demetrio Jurado          | Telemundo          |
| 2021      | La suerte de Loli             | Vicente Varela           | Telemundo          |
| 2016      | Blue Demon                    | Inspector Chávez         | Blim TV            |
| 2015-2023 | El Señor de los Cielos        | El Súper Javi            | Telemundo          |
| 2015      | ¿Quién mató a Patricia Soler? | Dr. Fernando Ramírez     | Mundo Fox          |
| 2014      | La viuda negra                | Octavio                  | UniMás             |
| 2013      | La Madame                     | Felipe Arango            | UniMás             |
| 2012-2013 | Corazón valiente              | Vicente La Madrid        | Telemundo          |
| 2012-2013 | Rafael Orozco, el ídolo       | Alfredo                  | Caracol Televisión |
| 2012      | Reto de mujer                 | Javier "El Javi"         | Canal RCN          |
| 2011      | Amas de casa desesperadas     | Tomas Aguilar            | Canal RCN          |
| 2011      | Los herederos del Monte       | Esteban Montero          | Telemundo          |
| 2010-2011 | A corazón abierto             | Santiago                 | Canal RCN          |
| 2010-2011 | Hilos de amor                 | Miguel Ángel Lozano      | Caracol Televisión |
| 2010      | Salvador de mujeres           | Walter                   | Venevisión         |
| 2009-2010 | El capo                       | Eliécer Manchola         | Canal RCN          |
| 2009-2010 | Las muñecas de la mafia       | Alejandro 'Alejo'        | Caracol Televisión |
| 2008-2009 | Sin senos no hay paraíso      | Agent Becket             | Telemundo          |
| 2008      | Sin retorno                   | Daniel Motato            | Canal RCN          |
| 2008      | Valentino, el argentino       | Dr. Correa               | Canal 13           |
| 2007-2008 | Amas de casa desesperadas     | Tomas                    | Canal RCN          |
| 2007-2008 | Pura sangre                   | Renato León              | Canal RCN          |
| 2006      | Amor a palos                  | Jairo Restrepo Moreira   | RCTV               |
| 2004-2005 | Todos quieren con Marilyn     | Federico 'Kiko' Arbelaez | Canal RCN          |
| 2003      | Sofía dame tiempo             | Nicolás Pardo            | Caracol Televisión |
| 2002-2003 | La Lectora                    | Antonio                  | Canal RCN          |
| 2001      | Juan Joyita                   | Marcelo Villa Caballero  | Canal RCN          |
| 2001      | Solterita y a la orden        | Juan Camilo              | Canal Uno          |
| 2000      | La guerra de las Rosas        | Sergio                   | Caracol Televisión |
| 1999      | El Fiscal                     |                          | Canal RCN          |
| 1999      | Héroes de turno               | Samuel                   | Caracol Televisión |
| 1998-1999 | Amor en forma                 |                          | Canal Uno          |
| 1998-1999 | Corazón prohibido             | Leonardo                 | RTI Televisión     |
| 1998-1999 | La madre                      | Gabriel                  | Canal RCN          |
| 1997-1998 | Padres e hijos                | Camilo                   | Caracol Televisión |

### Cine
| Año  | Título                       | Personaje | Nota         |
| ---- | ---------------------------- | --------- | ------------ |
| 2016 | El capo: el escape del siglo | Carmona   | Dragon Films |